# جيم باكر
جيم باكر (بالإنجليزية: Jim Bakker)‏ هو كاتب أمريكي، ولد في 2 يناير 1940 في مسكيغون في الولايات المتحدة.

## وصلات خارجية
- جيم باكر على موقع الموسوعة البريطانية (الإنجليزية)
- جيم باكر على موقع ميوزك برينز (الإنجليزية)
- جيم باكر على موقع إن إن دي بي (الإنجليزية)